# 竹早教員保育士養成所
竹早教員保育士養成所（たけはやきょういんほいくしようせいじょ、英称: College for Preschool Teachers Takehaya）とは、東京都文京区小石川にある専修学校である。設置者は学校法人竹早学園であり、創立130年以上の歴史をもつ伝統校である。卒業生は東京都を中心に全国各地で幼稚園教諭、保育士として活躍しており、就職に強い専門学校として知られている。
近隣には、国立の東京学芸大学附属竹早幼稚園・同附属竹早小学校・同附属中学校、および公立の東京都立竹早高等学校がある。

## 沿革
- 1888年10月5日　東京府教育会附属保姆講習所として芝麻布共立幼稚園内に創立。
- 1895年12月　東京府教育会附属幼稚園保姆傳習所と名称変更。
- 1926年1月15日　東京府教育会が東京市教育会と合併して帝都教育会となり、その附属として東京女子師範学校内に移転する。
- 1943年7月1日　東京都制施行を機に設置者が東京都教育会に改称。
- 1949年3月31日　東京都教育会の解散に伴い、社団法人東京師範同窓会の経営に移り、竹早教員養成所と改称。
- 1953年3月10日　設置者が社団法人東京学芸大学同窓会に改称。
- 1957年1月25日　学校法人の認可を受け、学校法人竹早教員養成所の経営に移る。文部省から指定教員養成機関の認可を受ける。
- 1957年4月27日　文部省から幼稚園教諭二級普通免許状授与の指定を受ける。
- 1965年9月14日　学校法人竹早学園への組織変更を許可される。つつじがおか幼稚園の設置を認可される。
- 1977年4月1日　専修学校（2か年幼児教育専門課程幼稚園教員科）として認可される。
- 1990年3月29日　文部省から無期限の幼稚園教員養成機関に指定される。
- 1994年8月31日　厚生省から保母を養成する学校として指定される。
- 1995年1月23日　文部省から幼稚園教員科の卒業生に専門士の称号を付与することを認定される。
- 1995年4月1日　幼稚園教員・保母科を設置する。竹早教員保母養成所と改称。
- 1996年12月4日　幼稚園教員・保母科の卒業生に専門士の称号を付与することを認定される（平成八年文部省告示第二百号）。
- 1999年4月1日　竹早教員保育士養成所と改称。
- 2000年　男女共学とする。

## 運営主体
- 学校法人竹早学園

## 学科
- 幼稚園教員保育士科
  - Ⅱ部（廃止）

## 取得資格・免許状
- 保育士資格
- 幼稚園教諭二種免許状

## 教育方針
- 清く、優しく、正しく、強く

## 建学の精神
- 誠実にして、有為な幼稚園教員・保育士を育成する